# Académico do Aeroporto
Académica do Aeroporto is een Kaapverdische voetbalclub. De club speelt in het voetbalkampioenschap van Sal (eilanddivisie), op Sal, waarvan de kampioen deelneemt aan het Kaapverdisch voetbalkampioenschap, de eindronde om de landstitel.

## Erelijst
Kaapverdisch voetbalkampioenschap
2003
Voetbalkampioenschap van Sal
1985/86, 1987/88, 1994/95, 2001/02, 2002/03, 2003/04, 2005/06, 2006/07, 2007/08, 2009/10, 2012/13, 2014/15
Openingstoernooi van Sal
2004/05, 2005/06, 2008/09 2009/10, 2010/11, 2012/13, 2014/15
Beker van Sal
2001/02, 2005/06, 2006/07, 2008/09
Superbeker van Sal
2008/09, 2010/11, 2012/13

## Bekende spelers
- Devon
- Hernâni Martins
- Polidio Brito

## Referentie
1. ↑  «Pré Época Regional Do Sal: Académico Inicia Trabalhos Sob Comando De Lúcio Antunes». Criolosport (2 oktober 2015). Gearchiveerd op 3 oktober 2015. Geraadpleegd op 3 oktober 2015.